# Adam Bernstein
Adam Bernstein (Princeton, 7 de mayo de 1960) es un director de cine, director de vídeos musicales y director de televisión estadounidense. Por su trabajo en el programa de televisión Fargo en 2014, recibió una nominación al premio Primetime Emmy a la mejor dirección de miniserie, película o especial dramático. En 2007, ganó un premio Primetime Emmy a la mejor serie de comedia por su trabajo en 30 Rock.

## Biografía
Nació en Princeton, Nueva Jersey, y es de ascendencia mitad judía y mitad italiana. En 1973, recibió la Medalla a la Buena Ciudadanía de las Hijas de la Revolución Americana. Miembro de la promoción de 1982 de la Universidad de Princeton, comenzó su carrera como animador. Más tarde dirigió la primera comedia guionada de acción real original de Nickelodeon, Las aventuras de Pete y Pete, en 1986. Su trabajo como director incluye más de setenta vídeos musicales, entre los que se encuentran "Love Shack" para los B-52's, "Hey Ladies" para los Beastie Boys y "Baby Got Back" para Sir Mix-a-Lot. Además, ha dirigido los pilotos de Fargo, 30 Rock, Scrubs, Alpha House y Strangers with Candy, y múltiples episodios de Oz y Breaking Bad.
Ha estado casado con la actriz Jessica Hecht desde 1995 (ambos trabajaron en Breaking Bad, en la que ella interpretó a Gretchen, con Bernstein dirigiendo los episodios de las temporadas 1 a 5, en cinco temporadas del programa).

## Filmografía

### Televisión
- The Sinner (2020)
- Ciudad en una colina (2019)
- Ciudad rara (2019)
- Fosse/Verdon (2019)
- Sneaky Pete (2018)
- Sweetbitter (2018)
- The Mist (2017)
- Doubt (2017)
- Orange Is the New Black (2016)
- Forasteros (2016)
- Al borde (2015)
- Nurse Jackie (2015)
- Bloodline (2015)
- Better Call Saul (2015-2018)
- Fargo (2014)
- Masters of Sex (2014)
- La próxima persona que llama (2013)
- Casa Alfa (2013)
- House of Lies (2012-2013)
- The Big C (2012)
- Smash (2012)
- A Gifted Man (2012)
- Shameless (2011)
- Bored to Death (2011)
- Parenthood (2010)
- Californicación (2008-2014)
- Breaking Bad (2008-2012)
- 30 Rock (2006): Ganó el premio Primetime Emmy a la mejor serie de comedia
- Episodio piloto dirigido por The Bedford Diaries (2006)[6]
- Scrubs (2001-2007)
- Ed (2001-2003)
- Entourage (2004)
- El trabajo (2002)
- Oz (1999-2003)
- Acción (1999-2000)
- homicide: Life on the Street (1999)
- Extraños con Candy (1999)
- Las aventuras de Pete y Pete (1993)

### Cine
- Bad Apple (2004)
- Six Ways to Sunday (1997) (también escritor)[7]
- It's Pat (1994)[8]